# Parque Gabriel Knijnik
O Parque Gabriel Knijnik é um parque urbano localizado na cidade brasileira de Porto Alegre, Rio Grande do Sul.
Com 11,95 hectares, tornou-se uma das áreas verdes de Porto Alegre em 1997, quando foi doado, em testamento, pelo engenheiro civil Gabriel Knijnik ao município. Está localizado na Estrada Amapá, n.° 2001, no bairro Vila Nova. As obras de urbanização se iniciaram em abril de 2002, e a inauguração do Parque ocorreu em outubro de 2004.
O Parque Gabriel Knijnik possui um banhado e um pomar, no qual se encontram diversas árvores frutíferas, tais como pitangueira, pereira, ameixeira e jabuticabeira. Existe também um mirante com vista para o Lago Guaíba, de onde é possível avistar o Morro do Osso e o Morro Teresópolis, observando-se o contraste entre a área rural e a área urbana de Porto Alegre